# American Tragedy Redux
American Tragedy Redux es el primer álbum de remixes de rap americano banda de rock Hollywood Undead, teniendo canciones exclusivamente de álbum de la banda de estudio de 2011, American Tragedy, y remezclar ellos. El álbum fue lanzado el 21 de noviembre de 2011 por A & M / Octone Records. Las canciones originales del álbum, que se encontraban en tragedia americana, se registraron después de la inducción de Daniel Murillo en la banda a principios de 2010 y se prolongó hasta diciembre. Las pistas fueron remezcladas luego por varios DJs y músicos durante la Segunda Gira de la banda War III con Asking Alexandria más tarde en 2011. El primer sencillo del álbum, "Levitate (Digital Dog Club Mix)", fue lanzado el 18 de octubre de 2011, con un video musical de ser liberado el 24 de octubre.

## Lanzamiento y promoción
Tras su liberación, Redux tragedia americana trazó en los EE. UU. en el Hard Rock Albums y la carta Dance / Electrónica álbumes en su primera semana de lanzamiento. Se llegó al número 15 en el Hard Rock y el número nueve en las listas Dance / Electrónica, respectivamente. La American Tragedy original, que Redux canciones remezcladas, también trazó en los Estados Unidos Los mejores álbumes de Hard Rock trazar la misma semana Redux que debutó. American Tragedy llegó al número 14, un puesto más alto que Redux ..

## Lista de canciones
| N.º | Título                                           | Escritor(es)                                               | Producer(s)                                                   | Duración |  |
| 1.  | «Levitate» (Digital Dog club mix)                | Jorel Decker, Daniel Murillo, George Ragan, Jordon Terrell | Kevin Rudolf, Jacob Kasher, Steve Cornish, Nick Mace          | 7:15     |  |
| 2.  | «Comin' in Hot» (Wideboys club mix)              | Dylan Álvarez, Murillo, Terrell                            | Griffin Boice, Jim Sullivan, Eddie Craig                      | 5:48     |  |
| 3.  | «Apologize» (Buffalo Bill "Die Young" remix)     | Decker, Murillo, Ragan, Matthew St. Claire, Terrell        | Griffin Boice, Sidh Solanki                                   | 7:37     |  |
| 4.  | «My Town» (Andrew W.K. remix)                    | Álvarez, Murillo, Ragan, St. Claire                        | Sam Hollander, Dave Katz, Andrew Krier                        | 3:49     |  |
| 5.  | «Coming Back Down» (Beatnick & K-Salaam remix)   | Decker, Murillo, Ragan                                     | Kevin Rudolf, Jeff Halavacs, Jacob Kasher, Beatnick, K-Salaam | 3:13     |  |
| 6.  | «Hear Me Now» (Jonathan Davis of KoЯn remix)     | Decker, Murillo, Ragan                                     | Sam Hollander, Dave Katz, Jonathan Davis                      | 3:10     |  |
| 7.  | «I Don't Wanna Die» (Borgore remix)              | Decker, Murillo, Ragan, Terrell                            | Griffin Boice, Asaf Borger                                    | 4:29     |  |
| 8.  | «Le Deux» (Dr. Eargasm remix)                    | Álvarez, Decker, Murillo, Ragan, Terrell                   | Griffin Boice, Dr. Eargasm                                    | 4:33     |  |
| 9.  | «Lights Out» (The Juggernaut Vs. Obsidian remix) | Álvarez, Decker, Murillo, Terrell                          | Ben Grosse, Erik Tinajero, David Gill, Joey Jensen            | 4:25     |  |
| 10. | «Been to Hell... and Back!» (KMFDM remix)        | Decker, Murillo, Ragan, Terrell                            | Don Gilmore, KMFDM                                            | 3:30     |  |

| iTunes bonus track |                        |                                  |                              |          |  |
| N.º                | Título                 | Escritor(es)                     | Producer(s)                  | Duración |  |
| 11.                | «Bullet» (Kay V remix) | Decker, Murillo, Ragan, Terrell, | Griffin Boice, Kushaal Virdi | 3:19     |  |

## Personal
- Charlie Scene - voz, guitarra, compositor, voces limpias
- Da Kurlzz - tambores, percusión, voces, compositor
- Danny - voces limpias
- Funny Man - vocalista, compositor
- J-Dog - teclados, sintetizador, piano, guitarra rítmica, bass guitarra, voces, compositor, producción adicional, ingeniería
- Johnny 3 Tears - Voz, compositor

## Posiciones
| Listas (2011)                     | Posición |
| --------------------------------- | -------- |
| US 1 Top Dance/Electronica Albums | 9        |
| US Top Hard Rock Albums           | 15       |

| Región         | Fecha                   | Compañía   | Formato              | Catálogo   | Ref   |
| -------------- | ----------------------- | ---------- | -------------------- | ---------- | ----- |
| European Union | 21 de noviembre de 2011 | Polydor    | CD, Digital download | B005OBMNDC | [ 1 ] |
| Japan          | 21 de noviembre de 2011 | Universal  | CD, Digital download | 1624802    | [ 2 ] |
| Estados Unidos | 21 de noviembre de 2011 | A&M/Octone | CD, Digital download | 001624802  |       |